# Chiesa di San Giuseppe (San Dorligo della Valle)
La chiesa di San Giuseppe Sposo (in sloveno Sv. Jožef Ženin B.D. Marije), noto anche come santuario di San Giuseppe Sposo della Beata Vergine Maria, è la parrocchiale di San Giuseppe della Chiusa (Ricmanje), frazione di San Dorligo della Valle (Dolina), in provincia e diocesi di Trieste; fa parte del decanato di Opicina.

## Storia
Nel 1750, in seguito a un fatto prodigioso avvenuto presso l'altare di San Giuseppe, l'allora esistente chiesa del paese, dedicata a San Giorgio, fu ridedicata allo sposo di Maria. Nel 1769 cominciarono i lavori di costruzione del nuovo santuario, completato e consacrato nel 1771.

## Parrocchia
Nell'ambito della parrocchia di San Giuseppe della Chiusa rientra anche il paesino di Log, presso il quale sorge la seicentesca chiesa di Sant'Orsola.